# آلبرت گوینچارد
آلبرت گوینچارد (انگلیسی: Albert Guinchard; ۱۰ نوامبر ۱۹۱۴ – ۱۹ مهٔ ۱۹۷۱) بازیکن فوتبال اهل سوئیس بود. او در جام جهانی در سال‌های ۱۹۳۴ و ۱۹۳۸ برای تیم ملی سوئیس به میدان رفت.
از باشگاه‌هایی که او در آن بازی کرده‌است می‌توان به باشگاه فوتبال سروت ۱۸۹۰ اشاره کرد.
او در سال ۱۹۴۷ از میادین فوتبال خداحافظی کرد.